# Луцилии
Луци́лии (лат. Lucilii) — древнеримский плебейский род, получивший свой номен, по-видимому, от широко распространённого латинского имени «Луций». Основателем рода традиционно считается сатирик Гай Луцилий, происходивший из Сессы-Аурунки, что в Кампании — античного города аврунков, где в 313 году до н. э. римляне образовали колонию. Известные представители:
- Гай Луцилий (ок. 180—103/102 до н. э.), крупнейший латинский поэт, основатель римской сатиры[3];
- Луцилия (II в. до н. э.), родная сестра предыдущего и мать Гнея Помпея;
- Луцилий Гирр (II в. до н. э.), претор, по одной из версий[4], около 135 года до н. э.;
- Марк Луцилий, сын Мания, внук Марка, Руф (II—I вв. до н. э.), член коллегии монетных триумвиров ок. 101 до н. э[5].;
- (Гай Луцилий) Гирр (II—I вв. до н. э.), легат проконсула Марка Антония, чьё имя зафиксировано в одном коринфском документе[6][7][8][9]. Вполне может быть отождествлён с родственником Помпея «Великого», народным трибуном 53 года до н. э[10][11].;
- Секст Луцилий, член коллегии народных трибунов 87 года до н. э., совместно с Марком Марием Гратидианом, Гаем Милонием, Публием Магием и Марком Вергилием;
- Марк Луцилий, сын Марка (I в. до н. э.), имя фигурирует в одной латинской надписи, обнаруженной в Цере и датируемой периодом между 100 и 76 годом до н. э[12].;
- Луций (Луцилий[13]) Басс (I в. до н. э.), один из трёх легатов проконсула Квинта Цецилия Метелла на Крите[14][15];
- Марк Луцилий (II—I вв. до н. э.), народный трибун, по одной из версий, в 64 году до н. э[16]., упоминаемый Марком Корнелием Фронтоном в одном письме к императору Марку Аврелию[17];
- Гай Луцилий Гирр (ок. 90[18] — после 43 до н. э[19].), предполагаемый внучатый племянник сатирика Луцилия[20], занимавший, как и предыдущий, пост плебейского трибуна (53 год до н. э.). В этой должности вместе со своим коллегой внёс в сенат законопроект с предложением предоставить Помпею диктатуру с вручением империя, однако, другой трибун, Красс Юниан, также было поддержавший инициативу, из-за вмешательства Цицерона отозвал свой голос. Вместе с экс-коллегой по трибунату, Целием Виницианом, неудачно избирался в эдилы на 50 год до н. э. С 43 до н. э. Гирр находился на Балканах в лагере республиканцев[21][22][23][24][25][26]. Согласно одной из версий[27], не позднее 51 года до н. э. занимал должность триумвира по уголовным делам[28][29][30][31];
- Секст Луцилий (ум. ноябрь 51 до н. э.), военный трибун в войске проконсула Бибула в 51 году до н. э., убитый у подножия горы Аман[32];
- Публий Луцилий, сын Публия, внук Публия, правнук Публия, Гамала (I в. до н. э. — II в.), полное имя, фигурирующее в двух, схожих между собой, надписях[33];
- Луцилий Лонг (ум. 23), политический деятель эпохи ранней Империи, близкий друг императора Тиберия[34], с которым он находился на Родосе с 6 года до н. э. по 2 год[34] и которому обязан своей карьерой (её вершиной стал ординарный консулат в 7 году). Когда в 23 году Лонг умер, сенат постановил организовать ему цензорские похороны за счёт государства и установить его статую на форуме Августа[34];
- Луцилий (ум. после 63/64), прокуратор Сицилии времён правления Нерона, адресат «Нравственных писем» Сенеки-младшего;
- Секст Луцилий Басс (ум. после 71), наместник Иудеи в 71 году[35], сменивший Секста Веттулена Цериала.